# Toată lumea pe stadion
Toată lumea pe stadion (titlul original: în maghiară Civil a pályán) este un film de comedie maghiar, realizat în 1951 de regizorul Márton Keleti, după o nuvelă de István Csillag, Gyula Gulyás și György Szepesi, protagoniști fiind actorii Imre Soós, Violetta Ferrari, Ferenc Szusza, Kálmán Latabár. 

## Conținut
Rácz Pista este un muncitor excelent, un lucrător fruntaș. Singurul său defect este că nu îi place sportul, unul dintre motive fiind că atletul de elită Jóska Teleki strică performanțele colectivului de lucru din brigada sa. După ce Pista se îndrăgostește de Marika, sora lui Jóska, acceptă să fie manager sportiv și devine un susținător avid al mișcării sportive de masă. În acest moment, ajunge să se confrunte cu antrenorul...

## Distribuție
- Imre Soós – Rácz Pista
- János Görbe – Dunai, căpitan
- Violetta Ferrari – Teleki Marika
- Ferenc Szusza – Teleki Jóska
- Kálmán Latabár – Karikás
- Gyula Gózon – nenea Lajos
- Sándor Peti – nenea Inke
- Sándor Tompa – Csótány
- Lajos Rajczy – Mészáros
- János Zách – Bakos, secretar
- Hilda Gobbi – tanti Rácz
- Lajos Mányai – antrenorul
- Ilona Dajbukát – tanti Erzsi
- János Gálcsiki – Varga Pali
- Gyula Árkos – Lakatos
- Árpád Latabár – Szakállas
- Gyula Tapolczay – Gecsõ, responsabil cu sportul
- György Solthy – Bogdán
- Sándor Pethes – Kubanek

- Alfonzó – ajutorul de chirurg (nemenționat)
- László Bánhidi – tatăl lui Teleki Marika (nemenționat)
- László Csákányi –  (nemenționat)
- Sándor Deák –  (nemenționat)
- György Gonda –  (nemenționat)
- Olga Gyarmati – Atleta, ea însăși (nemenționat)
- László Hlatky – șoferul (nemenționat)
- László Keleti –  (nemenționat)
- Ágnes Keleti –  (nemenționat)
- Lenke Lorán –   (nemenționat)
- László Misoga –   (nemenționat)
- László Papp – boxerul  (nemenționat)
- György Szepesi – speaker (nemenționat)